# محمد حسن شعبان
محمد حسن شعبان (1914 - 2000) شاعر وكاتب مسرحي سوري. ولد في قرية جبيليّة من منطقة جبلة في اللاذقية. درس على سليمان الأحمد والد الشاعر بدوي الجبل. عمل مدرّسًا للأدب العربي في ثانويات اللاذقية من 1950 حتى تقاعده في 19740. له ديوان شعر وثلاث مسرحيات شعرية هي ثورة الجزائر وعرش أمّية وثورة العراق. 

## سيرته
ولد محمد بن حسن بن شعبان بن إبراهيم صارم في قرية الجبيلية بمنطقة جبلة في اللاذقية سنة 1914م / 1333 هـ ونشأ بها. ينتهي نسبه إلى المكزون السنجاري. قرأ القرآن وتلقى مبادئ اللغة العربية وتعلم الخط في كتّاب قريته، ثم التحق بأول مدرسة ابتدائية في مسقط رأسه، ولكنه لم يكمل الدراسة بها، ثم انتقل إلى منزل سليمان الأحمد في 1928 فأخذ عنه مبادئ اللغة العربية، وقرأ عليه دواوين كبار شعراء العربية.

عمل معلمًا للأدب العربي في بعض ثانويات محافظة اللاذقية الخاصة منذ 1950 حتى تقاعده في 19740.

توفي في مسقط رأسه سنة 1421 هـ/ 2000 م.

## شعره
ذكره عبد العزيز البابطين في معجمه وقال عنه «نظم في عدد من الموضوعات المتداولة في عصره: كالرثاء والقضايا القومية، اعتمد الشكل التقليدي، وموسيقى الخليل، تتضمن قصائده خيوطًا درامية تستمدها من ثقافته المسرحية، وتعكس توجهه القومي عبر تناوله القضايا ذات الطابع القومي.»

## مؤلفاته
له قصائد نشرت في مجلة العربي وجريدة صوت الحق، وله ديوان شعر مخطوط، وثلاث مسرحيات شعرية هي ثورة الجزائر وعرش أمّية وثورة العراق. له أيضًا مراسلات ومناظرات جدلية ونقدية نشر بعضها، وكتب تراجم العلماء الذين لقيتهم في دراسات ومختارات، مخطوطة.